# Alcatraz-sziget
Az Alcatraz-sziget (vagy egyszerűen Alcatraz, a popkultúrában elterjedt neve szerint „a Szikla”) kis sziget a San Francisco-öböl közepén, Kalifornia államban. Először világítótorony, majd katonai erődítmény, később börtön volt, ma múzeum és 1986 óta nemzeti emlékhely. A Nemzeti Park Szolgálat (angolul National Park Service, NPS) gondozza és a Golden Gate National Recreation Area része.
Mai neve a környéket felfedező spanyol Juan Manuel de Ayala hajós által adott La Isla de los Alcatraces („A szulák szigete”) angolosodott formája.
A nagyközönség számára leginkább az 1934 és 1963 közt a szigeten működött maximális biztonságú börtönről nevezetes, aminek falai közt töltötte büntetését a két világháború közti időszak nagy gengsztereinek „színe-java”, mint Al Capone vagy Machine Gun Kelly.

## Ternészeti földrajza, élővilága

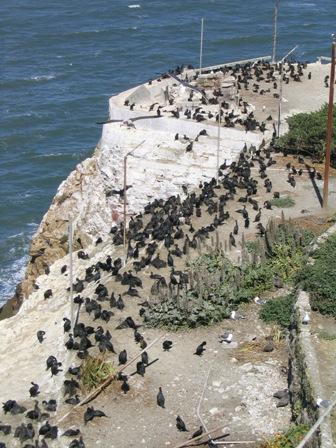
Kormoránok

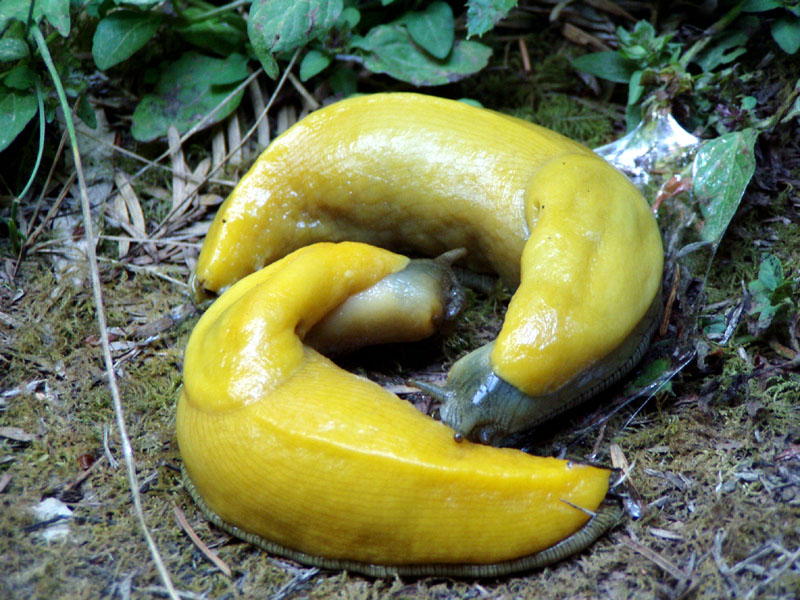
Két banáncsiga

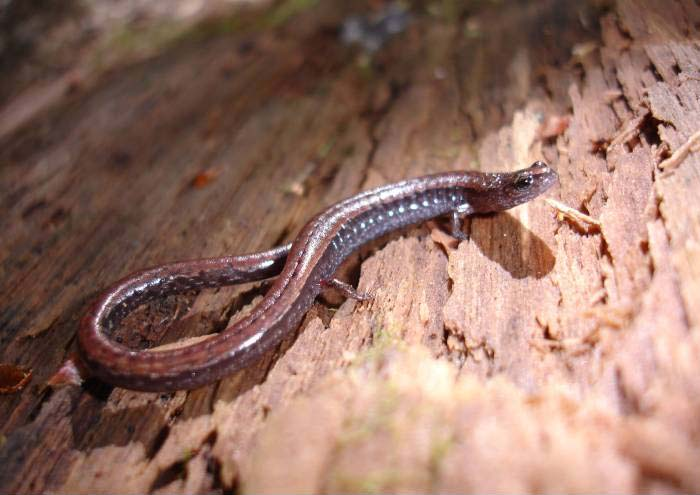
Ösztövér siklószalamandra

A kaliforniai San Franciscótól északra, a San Francisco-öböl vizében magasodik a kréta korú homokkőből és palából felépülő sziget. Területe: 90 000 m² (9 hektár). A homokkő és pala kőzetek miatt nehezen művelhető, terméketlen terület. Ezért és különleges fekvése miatt mindig speciális feladatokra használták.
Természetes élővilága madarakra és néhány ellenálló fűfajra szorítkozik. A szigeten nincs forrás, a növényeknek a harmattal és az esővel kell beérniük. Megfelelő talaj sem alakult ki. Az 1850-es években az öblöt védő ágyúállásokhoz felhasznált földet az Angyal-szigetről hozták, és ekkor sokféle mag is a szigetre került.
Az erődítmény, majd a katonai börtön állandó lakosságot teremtett, és a lakók elkezdték átalakítani környezetüket. Franciakerteket alakítottak ki, fákat, egzotikus- és dísznövényeket ültettek. 1934-ben a létesítmény fegyházzá alakult át, emiatt a betelepítés üteme csökkent. Nem voltak hivatásos kertészek, a növényeket néhány kiválasztott elítélt gondozta. A helyi civilek magánkertjeiben megjelentek a gyümölcsfák is. A börtön bezárása után a kertek kivadultak, a mai növényzet az egykori dísz- és haszonnövények maradéka, amelyben számos madárfaj fészkel. A sziget növényvilága 1972 óta védett.
A legjellemzőbb fajok: a nyugati medveköröm (Acanthus mollis L.), a kaliforniai kakukkmák (Eschscholtzia californica), különféle loncok, tündérrózsák, agávék. A cserjék és fák közül a kaliforniai szeder (Rubus ursinus), a fuksziák, a gerániumok, az eukaliptuszok és a ciprusok a legjellemzőbbek.
A madarak főleg a nyugati oldal sziklás partvidékén költenek. Legjellemzőbbek:
- az alkafélék,
- a kárókatonafélék és
- a sirályfélék.

Úgy tartják, a sziget egyetlen emlősfaja az éjszakai életmódú őzegér (Peromyscus maniculatus). A 7–10 centiméteresre megnövő rágcsálók rovarokkal, bogyókkal, gyümölcsökkel és ételmaradékokkal táplálkoznak. Egy 1994-es kutatás szerint a szigeti populáció szőrzete világosabb árnyalatú barna, mint az öböl többi részén szokás.
Érdekes faj az Alcatraz nedvesebb területein honos sárga banáncsiga (Ariolimax ssp.), amely akár a 15–20 cm-re is megnőhet. Táplálékai gombák, növények és állati maradványok. Gusztustalan, nyálkás kinézete dacára ehető, ezért évente több csigafesztivált és csigaversenyt rendeznek. A fesztiválok részei a csigafőző- és csigareceptversenyek.
Az ösztövér siklószalamandra (Batrachoseps attenuatus) a kétéltűek egyik jellemző képviselője. Megjelenése, mérete és színe ia a földigilisztáéra hasonlít, de vannak kis lábai. Veszélyhelyzetben a gyíkokhoz hasonlóan leválaszthatja a farkát. Általában 6–12 centiméter hosszú, és bőrlégzéssel jut levegőhöz. A nedvesebb részeket kedveli, a leggyakrabban rothadó avarban találkozhatunk vele. A kutatók megállapították, hogy állománya elöregedett, lassan reprodukálódik.

## Történelme
Az indiánok feltehetően horgászhelynek használták és tojásokat gyűjtöttek partjain — e célra ez az egyik legalkalmasabb hely az egész öbölben. Egyes elképzelések szerint ide száműzhették a törvényeket megszegő társaikat is. Két jelentősebb törzs — a miwok és az ohlone indiánok — szálláshelye volt; utóbbiak száma az európaiak érkezésekor 10 000 körül lehetett.
Mivel a sziget az öböl bejáratának közepén helyezkedik el, távolból úgy tűnik, mintha meg sem szakadna partvonal, és ez több európai hajóst megtévesztett:
- Juan Rodriguez Cabrillo,

- Francis Drake és

- Sebastián Rodriguez Cermeño is elhaladt mellette anélkül, hogy észrevette volna. (Cermeño adta a területnek a San Francisco nevet.)[7]

Először Gaspar de Portolá hajózott be az öbölbe 1769. október 31-én.
1775-ben a spanyol Juan Manuel de Ayala hadnagy több hetet töltött az öböl térképezésével. Augusztus 11-én Pelikán-szigetnek nevezte el.
1821-ben a Spanyolországtól függetlenedő Mexikó része lett, majd 1848. május 19-én, a mexikói–amerikai háború végén Kaliforniával együtt az USA fennhatósága alá került.

### Világítótorony

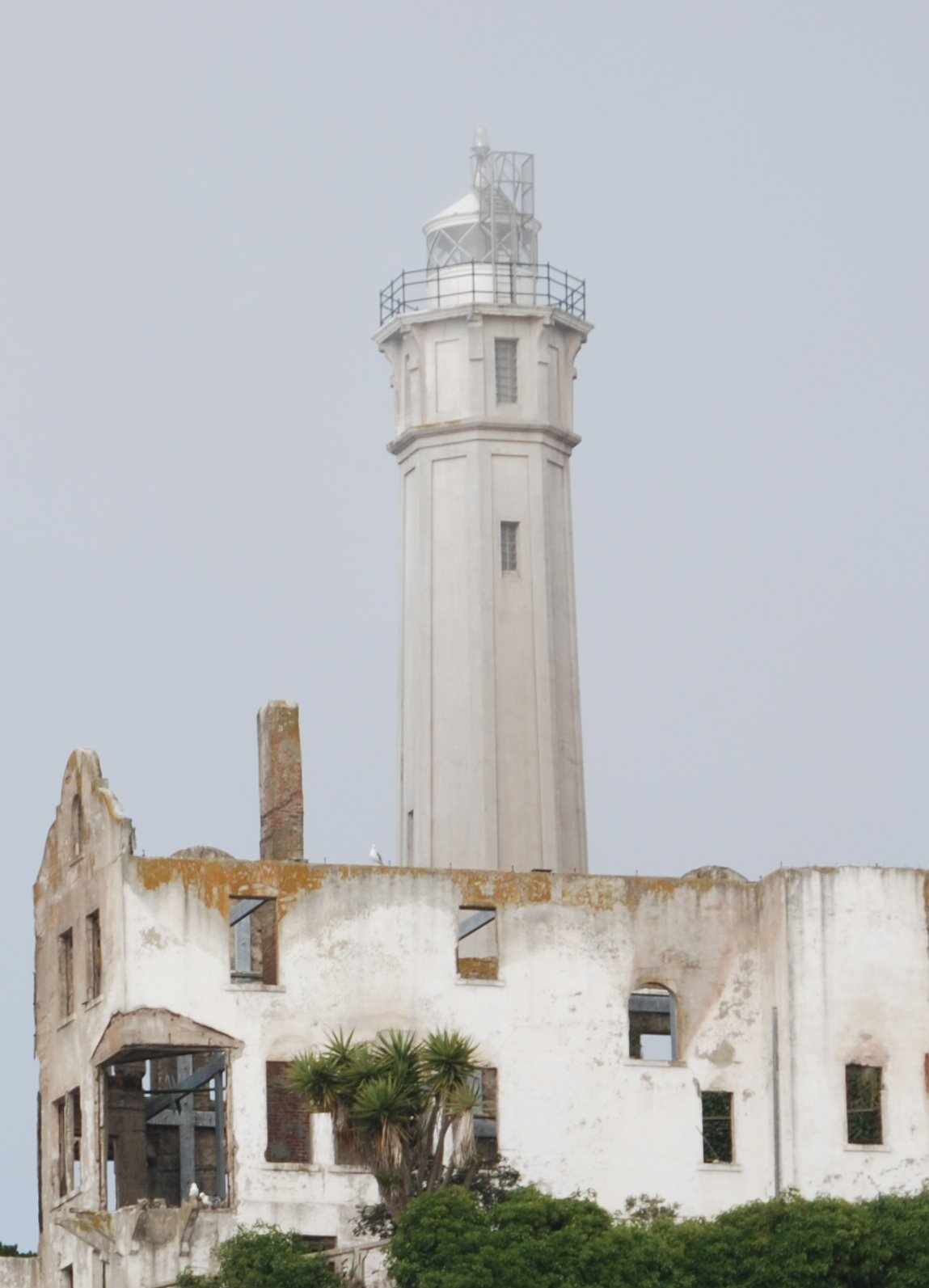
A világítótorony ma

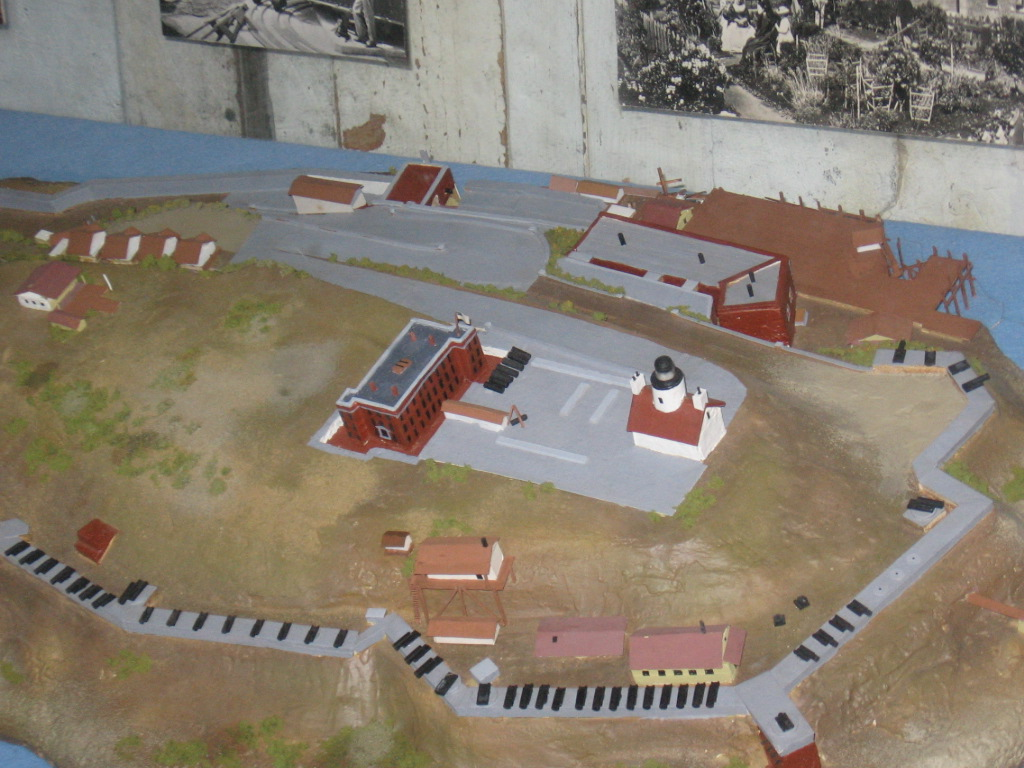
Az erőd makettja az 1860-as évek végi állapotot mutatja

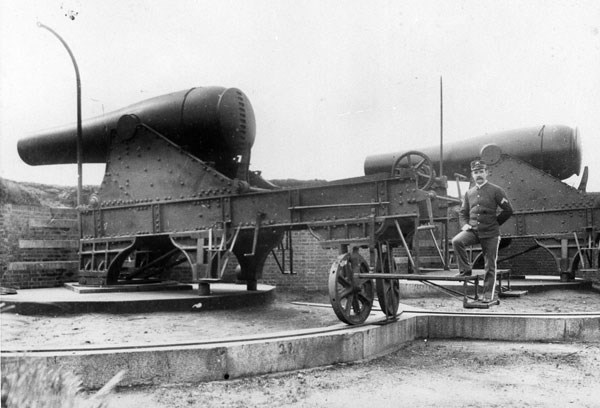
Az egyik Rodman ágyú

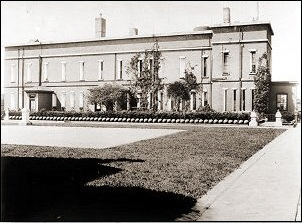
A citadella 1893-ban

Még ebben az évben kitört az aranyláz, és robbanásszerűen, egy év alatt 1000-ről 25 000-re növelte San Francisco lakosságát. A megnövekedett forgalom miatt biztonságosabbá kellett tenni a vízi közlekedést. A nyugati partra tervezett hét világítótorony építésének jogát a baltimore-i székhelyű Gibbons and Kelly vállalat kapta meg. Az Alcatrazi Világítótornyot 1853-ban adták át, amellyel a legöregebb világítótorony az Egyesült Államok Csendes-óceáni partvidékén. 1854-ben hármas osztályú Fresnel-lencsékkel, 1856-ban ködharanggal szerelték fel. 1904-ben fejlesztették tovább és négyes osztályú lencséket kapott, amelyekkel már öt másodpercenként tudott fényjelzést adni, amelyet 41 kilométeres távolságból is láttak a hajósok. Az 1906-os földrengésben súlyosan megrongálódott épületet 1909-ben lerombolták, és az eredeti helyétől délebbre egy magasabb, 25 méteres tornyot építettek fel, hogy ezzel helyet adjanak a kiépülő börtönnek. Az új, 1909. december 1-jén átadott épületben egészen 1963-ig voltak lámpaőrök, az automata berendezés felszereléséig.

### Az erőd
Kalifornia már 1850-ben állami rangot kapott, és az aranyláz hozta gazdagság növekedésével szükségessé vált az amerikai jelenlét biztosítása. Az Alcatraz-sziget kitűnő lehetőséget nyújtott egy erőd építésére, az öböl védelme érdekében.
A Csendes-óceáni Mérnöki Bizottság így jellemezte a terület taktikai értékét: „A természet mintha direkt egy erődítménynek találta volna ki a szigetet: minthogy az öböl bejáratának közepén fekszik, ágyútűzzel tudja beborítani északon az Angyal-szigetig, délen a városig, nyugaton pedig a külső telepekig húzódóan az egész környéket. Egy San Franciscóba igyekvő hajónak legalább egy mérföldnyi távolságon belül meg kell közelítenie.”
Millard Fillmore elnök a hadsereg használatába adott egy nagyobb területet számos kis szigettel. Az Alcatraz, a Lime Point és a Ford Point lettek volna a város háromszög alakú tengeri védművének sarokpontjai. A Lime Pointon azonban sohasem épült meg az erődítmény, mert az állam nem tudott megegyezni a terület tulajdonosával a vételárról.
A James McPherson hadnagy vezette utászok 1853-ban kezdték építeni az erődöt. Civil munkásuk sosem volt elég, mert a férfiak inkább aranyásással próbáltak pénzt szerezni, semhogy bérmunkásnak álljanak. Problémás volt a minőségi építőanyagok beszerzése is. A homokkövet a szomszédos Angyal-szigetről hozták, de a gránit jelentős részét Kínából importálták. 1858-ra épült fel az erődítmény, az első legénysége (200 katona) a következő évben érkezett meg. Az első parancsnok Joseph Stewart százados volt.
A robbantásokkal lépcsőzetessé tett terepen téglákból és terméskövekből falakat alakítottak ki a sziget partjain. Az ellenséges hajók távoltartására megfelelőnek ítélt tűzerejű, huzagolatlan Columbiad ágyúk állásai észak, dél és nyugat felé néztek. Az erőd oldalait caponiereken elhelyezett mozsárágyúkkal védték. A végső védvonal a világítótorony közelében téglából épült citadella lett. A lőrés-ablakokkal ellátott, kétemeletes épület felső szintjén volt a kaszárnya, az alsó élelmiszer- és lőszerraktárnak, konyhának és ebédlőnek adott otthont. Az egész épületet mély árok vette körbe, és azon csak egy felvonóhíd vezetett át. Békeidőben 100, ostrom idején 200 ember elhelyezésére tervezték — ezzel a létszámmal készletei négy hónapig tartottak volna ki.
A magas falak miatt a szigetre csak a dokkon lehetett bejutni. A dokktól a citadelláig vezető utat is mozsárágyúk vigyázták, a közvetlen irányzékú fegyreknek lőrések tucatjait nyitották. A passzív védelmet itt is száraz árok, felvonóhíd és vasalt fakapuk biztosították.
Az amerikai polgárháborúban tovább erősítették (például 1864-ben állították fel a 15 inches Rodman ágyúkat), de harci eseményekben nem vett részt. Kaliforniában az unionistáknak és a föderalistáknak is voltak támogatói, de az erőd vezetése — mint az állam nagy része is — az északiakhoz húzott. Itt tartották fogva az elfogott déli szimpatizánsokat és hadifoglyokat. Felismerve, hogy elzártsága miatt a szökés szinte lehetetlen, a rabokat több más erődítményből is ide szállították, majd 1861-ben hivatalosan is a Csendes-óceáni hadosztály katonai börtönévé minősítették át.

### Katonai börtön

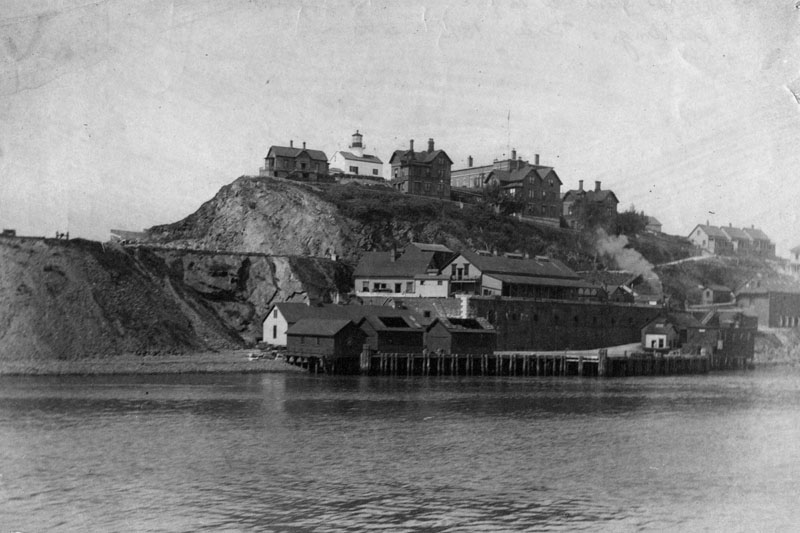
A sziget 1895-ben

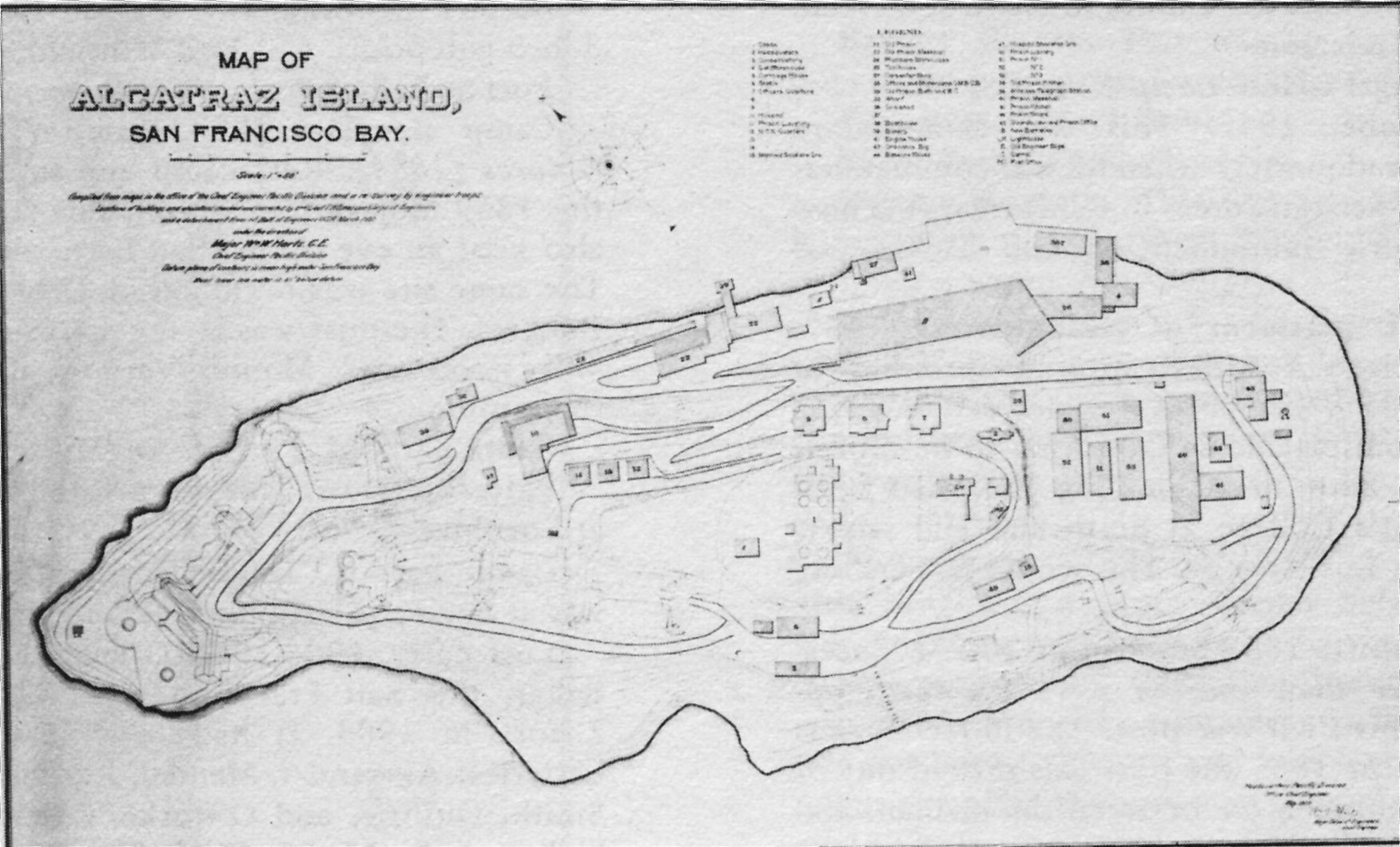
A sziget korabeli térképe

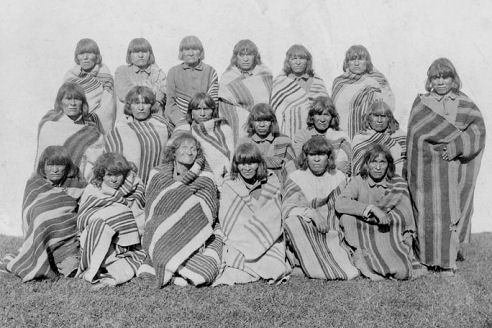
A tizenkilenc hopi főnök

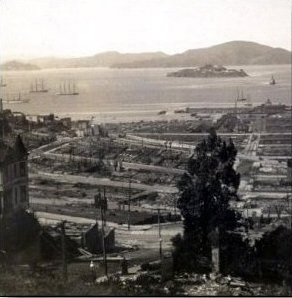
San Francisco az 1906-os földrengés után. Háttérben az Alcatraz

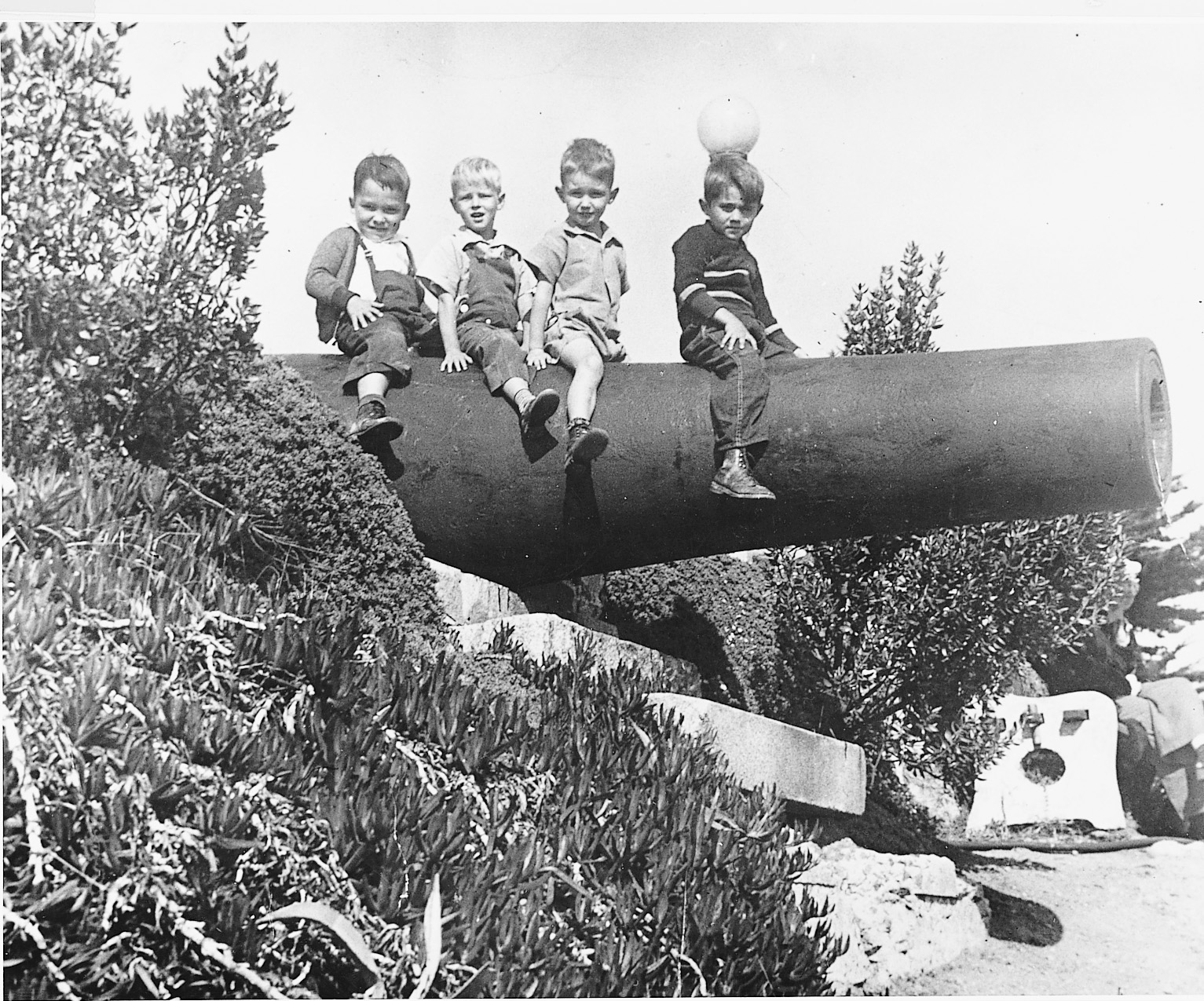
A szigeten laktak a katonák családjai is

1867-ben épült fel a börtönnek helyet adó téglaépület. Korábban a foglyokat az őrház alagsorában, és egy 1863-ban épült faépületben tartották fogva. Az elítélteket az erődítési munkálatokban és az építkezéseken foglalkoztatták, sőt néhányukat naponta átszállították a közeli támaszpontokra ottani munkavégzés céljából. A megbízhatatlan foglyok belső feladatokat láttak el vagy végig a cellájukban maradtak. Megkülönböztetésükre ruhájuk hátuljára egy nagy „P” betűt varrtak, az angol prisoner = rab rövidítéseként.
Az USA nyugat felé terjeszkedése miatt szaporodtak konfliktusai az indiánokkal, így nőtt az elfogott őslakók száma, és mind többen kerültek az Alcatrazba. A jelentősebbek egyike volt Paiute Tom, a hadsereg nyomolvasója, akit két nappal ideszállítása után árulásért lelőtték az őrök. Két másik indián, Broncho és Sloluck az Északkelet-Kaliforniába küldött békekövetek legyilkolásában játszott szerepéért került őrizetbe; bűntársaikat rögtön felakasztották, Ulysses S. Grant elnök közbenjárására kímélték meg az ő életüket. Broncho betegségben halt meg a szigeten, Sloluck öt év után szabadult és csatlakozott megmaradt népéhez egy rezervátumban. Kayetenay csirikava apacs törzsfőnök, Geronimo szövetségese, 2 évre került az intézménybe. Szabadulásakor ezt a jelentést írták róla: „Ittléte teljes jellemátformáláshoz segítette.”
1895 januárjában 19 hopi indián érkezett a börtönbe Észak-Arizonából. Ezek a falufőnökök megtagadták az együttműködést a kormány oktatási programjával. Idejük nagy részét farönkök fűrészelésével töltötték, de néhányuk számára lehetővé tették, hogy ellátogassanak San Franciscó-i iskolákba, ahol, egy akkori újság szavaival élve, láthatták: „a szorzótábla nem harap”. Miután beleegyeztek az együttműködésbe, szabadon engedték őket, de miután visszatértek otthonukba, továbbra is ellenálltak az újításokkal szemben.
Az 1898-as spanyol–amerikai háború idején mintegy 450 hadifoglyot szállítottak ide. A Fülöp-szigetekről fertőző trópusi betegségekkel hazatérő katonák egy részének is Alcatrazt jelölték ki karanténnak.
A hely egyre szűkösebbé vált, az erőd védelmi funkcióját pedig lassan elvesztette, így hozzákezdtek a sziget teljes átépítésének. Apránként leszerelték a több mint száz elavult ágyút, 1891-re már csak hét maradt. Az alakulótéren felhúztak három kétszintes faépületet, és ezeket cölöpkerítéssel vették körül. A fa építőanyag miatt mind a felső, mind az alsó börtön tűzveszélyes volt. 1902-ben egy olajlámpás miatt majdnem az egész alsó börtön leégett, a piromániás elítélt George „Firebug” Bender pedig a felső börtönt akarta a földdel egyenlővé tenni.
Az 1906-os földrengés után 176 köztörvényes bűnözőt áthoztak kilenc napra, amíg újjáépítették leégett szárazföldi börtöneiket.
1907. március 21-én vesztette el erőd besorolását, és csak „katonai börtön” lett. A gyalogosokat katonai rendészek váltották fel.
A teljes felújítás Reuben Turner őrnagy tervezte. A citadellából csak az alagsort hagyták meg. 1912-re épült fel az új börtön, az akkori világ legnagyobb vasbeton épülete saját konyhával, ebédlővel, kórházzal, irodákkal és négy blokkban hatszáz cellával. A zavartalan energiaellátás és a fűtés érdekében saját erőművet is kapott.
Az elítélteket ítéletük súlya szerint három csoportba osztották, csoportonként eltérő szabályokkal. A szabálysértőket súlyosan büntették, így magasabb osztályba sorolhatták, keményebb munkára, száraz kenyér—víz diétára foghatták, esetleg egyenként 5,5 kg-s boka- és csuklógolyó viselésére kötelezhették őket. 
A hármas (legsúlyosabb) osztályú elítéltekre állandó, szigorú csendrendelet vonatkozott. Nem kölcsönözhettek könyvet a könyvtárból, nem kaphattak levelet és nem fogadhattak látogatókat.
Érdekesség, hogy a cellákat csak alvásra használták, azokban nap közben csak a magánzárkával büntetettek tartózkodhattak. Az első és második osztályba sorolt rabok a börtön bármely területére mehettek, csak a börtönőrök emeleti barakkjába nem. Ezidőtájt a civil lakosság legnagyobb hányada kínai bevándorló volt.
1915-ben börtönből fegyházzá minősítették át. A fogvatartás szabályai kissé lazultak, de még így is kellően szigorúak maradtak. A hangsúly az oktatásra és rehabilitációra terelődött. Az elítéltek testi, szellemi és katonai kiképzésen estek át, sokan a büntetésük letöltése után újra állományba vonulhattak. Az egyes munkákat megbízhatóság alapján kiosztva, voltak, akik a szigeten élő családoknál segítettek, főztek, takarítottak, a gyerekekre vigyáztak, de olyanok is, akik egész álló nap követ törtek. A sziget keleti felén levő nagy virágoskerteknek a rabok tették le az alapjait. A Kaliforniai Virágegyesület (California Spring Blossom and Wild Flower Association) 1924-ben 45 kiló virágmaggal és 300 fa-, illetve cserjecsemetével járult hozzá a sziget megszépítéséhez.
A rabok számára sportolásra is lehetőség nyílott, az 1920-as évek végére baseballpályát is építettek. Péntek esténként ökölvívó-mérkőzéseket tartottak az elítéltek részvételével, amire még a városiak is ellátogattak.
Természetesen még így is voltak szökési kísérletek, de a legtöbben visszafordultak vagy megfulladtak a jéghideg vízben. Sikeres szökések akkor történtek, amikor valaki a szárazföldi támaszpontok egyikéről próbált meg munkaidő alatt eltűnni.

## Szövetségi börtön

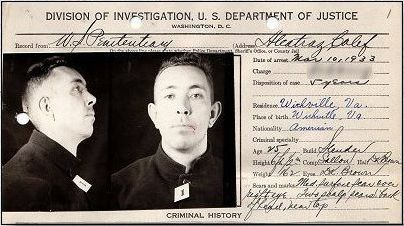
Frank Bolt, az első elítélt

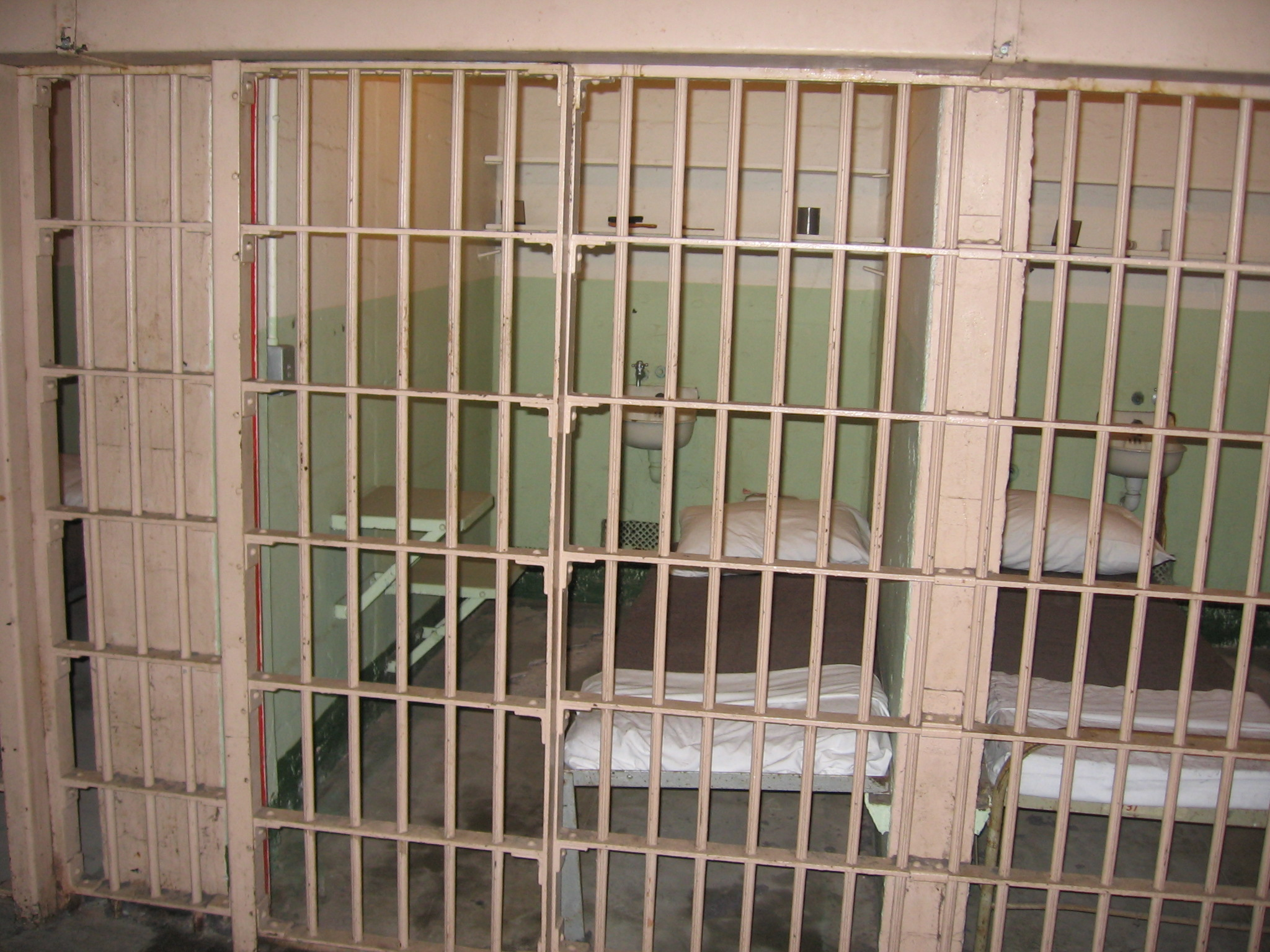
Cella

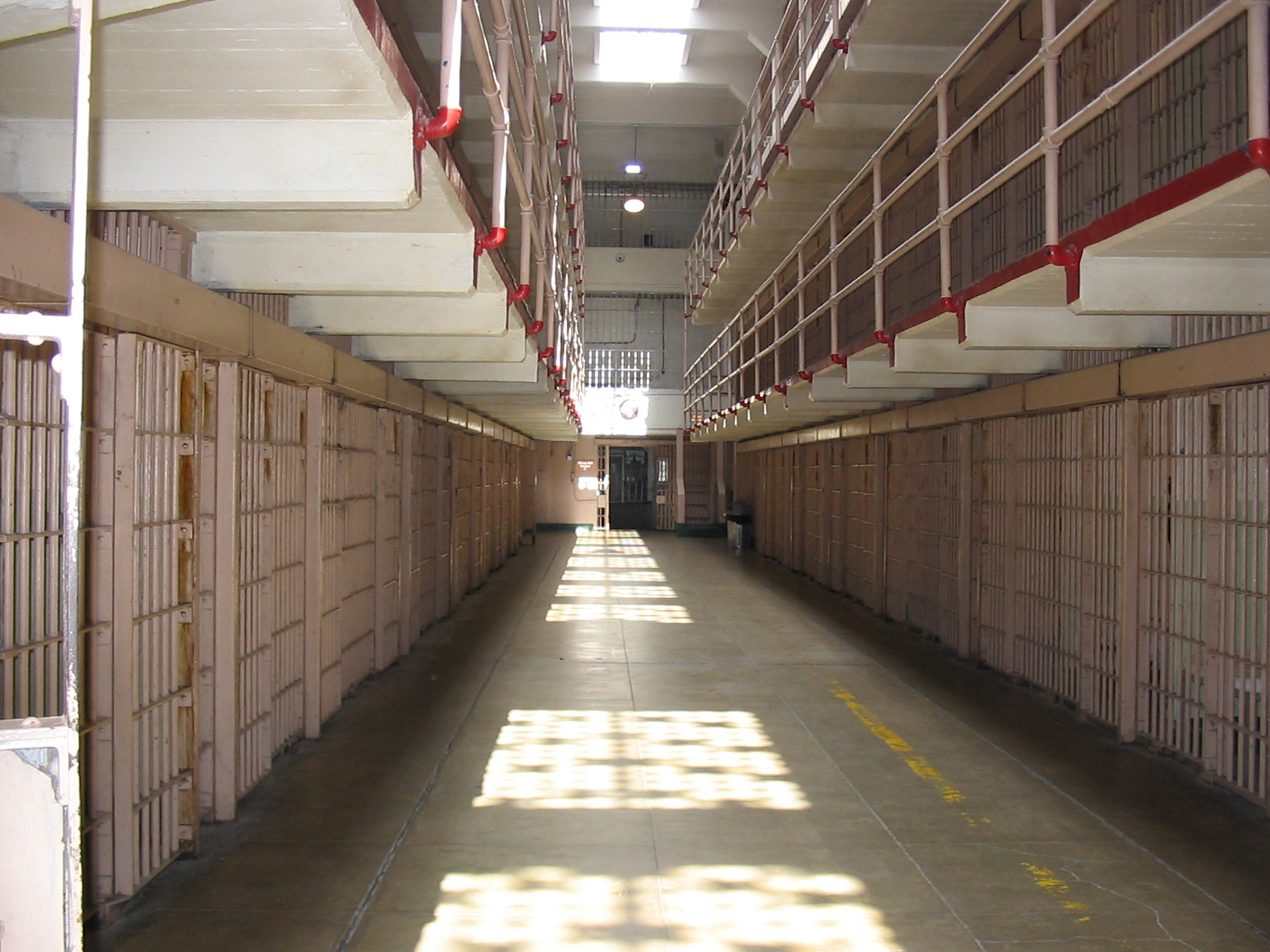
Folyosó

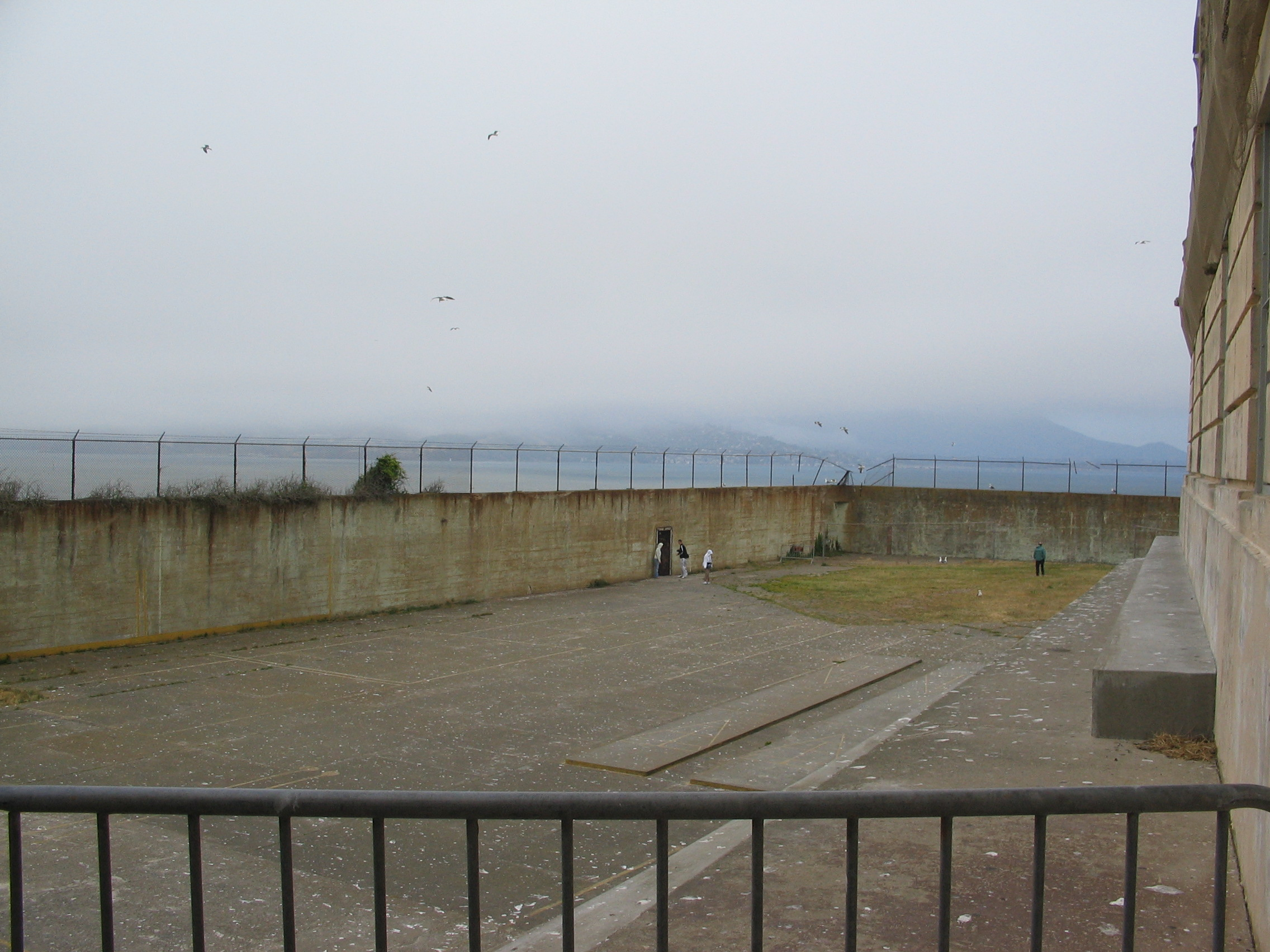
Udvar

A nagy gazdasági világválság idején felszínre került az intézmény legnagyobb problémája: az ellátmány és utánpótlás szigetre szállítás miatti óriási fenntartási költsége, amit a hadsereg nem tudott felvállalni a továbbiakban. A rabok többségét Fort Leavenworth-be (Kansas) és Fort Jay-be (New Jersey) szállították át és 1934. január 1-jén az Igazságügyi Minisztérium alá tartozó Börtönhivatal (Bureau of Prisons – BOP) átvette az intézmény kezelését, az szövetségi büntetés-végrehajtási intézetté alakult. A 32 legproblémásabb katonai fogoly az újonnan alakult börtön első rabjaiként a szigeten maradt.
A világválság bűnözési hullámot indított el országszerte, aminek megállítása érdekében a kormányzat jelentős erőket mozgósított. Szükség volt egy új börtönre, ahova a legveszélyesebb elkövetőket gyűjthetik. Elvárás volt, hogy kellő megfélemlítő és elrettentő erővel, valamint a szökés gondolatát is teljesen értelmetlenné tevő biztonsági rendszerrel rendelkezzen. Habár szó volt egy alaszkai helyszínről is, végül Alcatrazra esett a választás. Homer Cummings főügyészt és Sanford Batest, a BOP vezérigazgatóját tekinthetjük az új intézmény szülőatyjainak. Ide azokat a bűnözőket hozták, akikkel más intézményekben már probléma volt, egy bíró sem küldhette őket közvetlenül ide. Emiatt emlegették úgy is, mint „börtön a börtönben”.
Miután sikerült a város lakosságát meggyőzni, hogy semmiféle veszély nem fenyegeti őket, a következő lépés a megfelelő igazgató megtalálása volt. James A. Johnstonra esett a választás, aki 20 év tapasztalattal rendelkezett már, mint fegyházi alkalmazott, a San Quentin és Folsom börtönök igazgatói tisztjét is betöltötte. Amikor elfoglalta az Alcatraz igazgatói székét, lehetősége volt bármelyik szövetségi börtönből toborozni a személyzetet.
Johnston egyszerre volt szigorú és a humanista. Hitt abban, hogy megfelelő módszerekkel a bűnözők integrálhatók a társadalomba, és ennek kulcsa a foglalkoztatásuk. Az elítélteknek legyenek céljai, érezzék, hogy valami hasznosat tesznek. Egyik ilyen híres kezdeményezéseként Kalifornia útjait újították fel. A munkákat nem pénzzel, hanem különböző kiváltságokkal honorálta. Számos elítélt visszailleszkedését segítették az igazgató által indított képzések is. A szabálysértőket viszont a lehető legszigorúbban büntette. A kivégzéseket személyesen felügyelte, a hírhedt bűnözőket ő maga fegyelmezze. 14 évig volt az Alcatraz igazgatója.
1934 áprilisától a cellákba bevezették a villanyt, a rácsokat erősebbre cserélték. Fémérzékelő kapukat telepítettek az étkező és a munkaterületek bejáratához, a csatornákat körbebetonozták, az ebédlő mennyezetébe könnygázszórókat építettek, a folyosók végére kisebb fegyverraktárakat telepítettek, hogy az őrök a lehető leggyorsabban fegyverhez juthatssanak.
350 cellát alakítottak ki négy blokkban, a rabok számát 300 főben limitálták. (A rekord 302 fogoly lett). Az „A” blokkot nem használták. Ezek az adatok ellentmondanak annak az elképzeléseknek, hogy az Alcatraz volt az „USA Ördögszigete”, ahogyan ezt számos könyv és film lefestette. A jó körülmények miatt egyes elítéltek kifejezetten kérték, hogy ide helyezzék őket.
Willie Radkay fegyenc egy interjúban elmondta, hogy az őrök tisztelettel bántak velük, és börtönévei alatt itt volt a legjobb a konyha.
A fegyelmezés legjobb eszköze a kiváltságok adása/megvonása volt. Alapesetben minden rabnak csak az ételhez, a ruházathoz és az orvosi ellátáshoz volt joga. Az első három hónapban még látogatókat se fogadhattak, és utána is az igazgató személyes engedélye kellett a havi egy beszélőhöz. A börtönkönyvtárból csak a jóváhagyott könyveket vehették ki. Nem olvashattak újságot, nem hallgathattak rádiót. A levélírás és -fogadás nem volt alapjog, és akinek kijárt, annak a levelét is cenzúrázták és újragépelték.

### Híres elítéltek

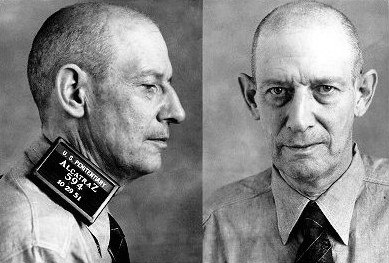
Robert Stroud

„A Szikla” legendájának kialakulásában nem kis szerepe volt az itt fogva tartott híres vagy éppen hírhedt bűnözőknek. A legismertebb közülük vitathatatlanul Al Capone volt, akit 1934-ben szállítottak át ide atlantai börtönéből. Többször összetűzésbe került James Lucasszal, egy texasi bankrablóval, aki egyszer hátba is szúrta. Az egyik börtönsztrájkban nem vett részt, emiatt társai kiközösítették. 1939 novemberében helyezték szabadlábra meggyengült egészsége miatt.
Robert Stroud „Alcatraz madarásza”-ként lett ismert. Erőszakos természete miatt több börtönt is végigjárt, még halálbüntetésre is ítélték, amit 1920-ban Thomas Woodrow Wilson elnök életfogytiglani szabadságvesztésre mérsékelt. Már Alcatrazba szállítása előtt írt két könyvet a kanárikról és betegségeikről. Az őrök azért engedélyezték neki a madártartását, mert azt remélték, ez enyhíti a súlyosan antiszociális Stroud állapotát. Ő kihasználta a helyzetet, és sokszor rejtett el engedélyezetlen tárgyakat a kalitkákban. A tudományos kísérleteihez igényelt anyagokból szeszeket főzött. 1942-től 17 éven át raboskodott itt — ebből 6 évet a „D” blokkban, 11-et a börtönkórházban. 1963. november 21-én halt meg a Missouri állambeli Springfield Szövetségi Börtön kórházában, ahova 1959-ben utalták.
Machine Gun Kelly 1934. szeptember 4-től 1951-ig volt a sziget foglya. Ittléte alatt folyamatosan olyan rablásokkal és gyilkosságokkal dicsekedett, amiket soha nem követett el. Johnson igazgató példás fegyencnek tartotta.
Ült itt Mickey Cohen is.

### Szökési kísérletek

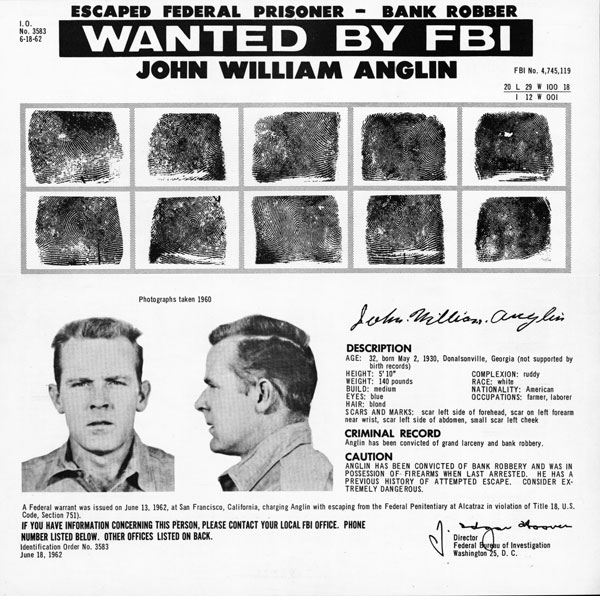
A megszökött John Anglint keresi az FBI

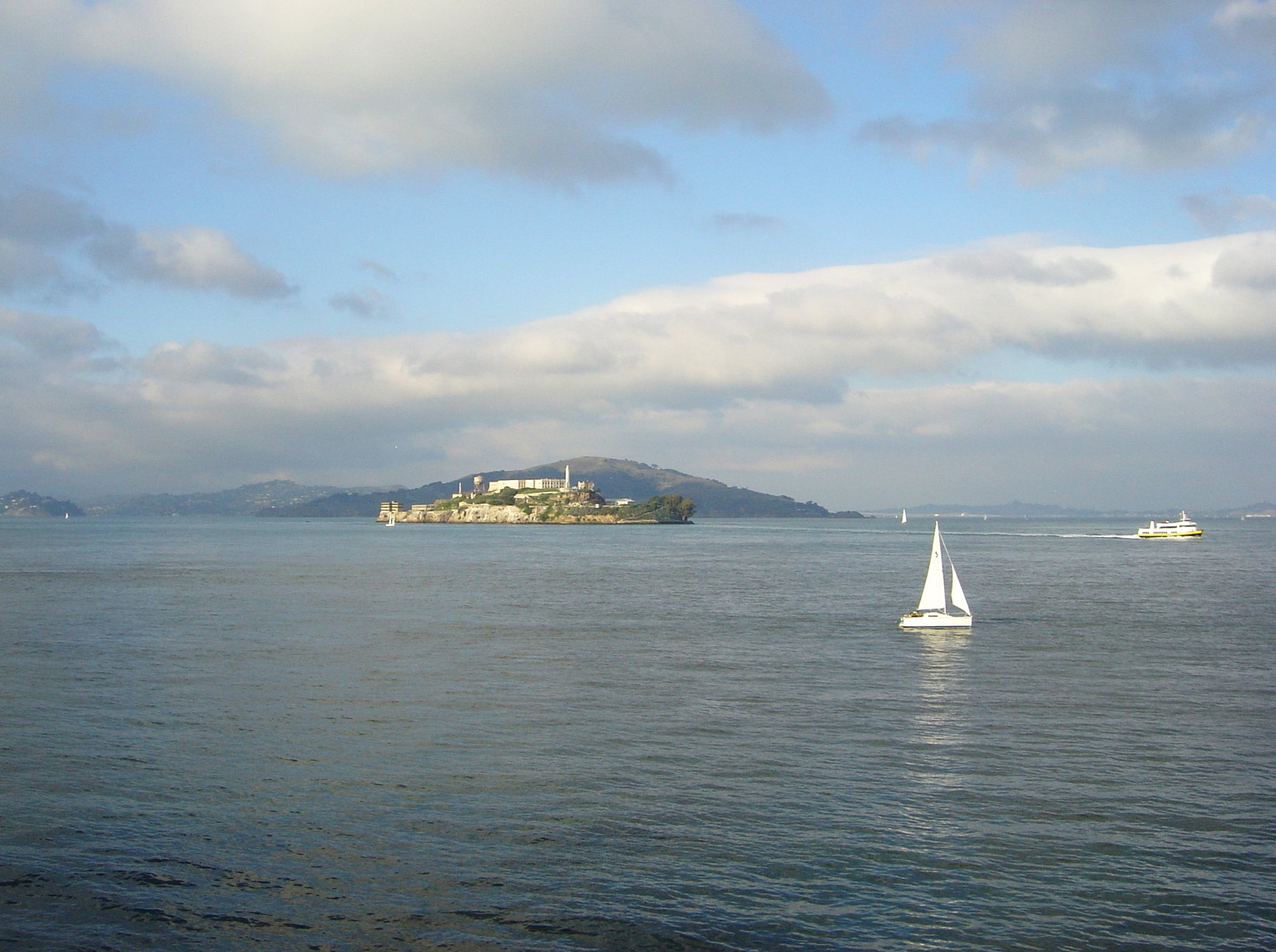
Az öböl vize sok áldozatot követelt

A cellák nem közvetlenül a főfal mellett helyezkedtek el, így ha egy fegyenc valamilyen módon ki is tudott jutni a cellájából, még le kellett küzdenie a főépület falait, hogy a szabad ég alá jusson.
Egy legenda szerint az öblöt benépesítő cápák miatt volt lehetetlen a szökés. Ez nem igaz: a Szikla körül csak középtermetű, az emberre nem veszélyes, dögevő cápák élnek. Sokkal veszélyesebb az örvénylő, kiszámíthatatlan és hideg víz. Hivatalosan mindössze két ember ért partot: az egyik egy szállítóhajó fedélzetén, a másik pedig az öböl átúszása után, ám őket azonnal elfogták a hatóságok.
A börtön 29 éves működése alatti 14 szökési kísérletben 36-an próbálkoztak. Közülük 23-at elfogtak, 6-ot lelőttek, 2 pedig megfulladt. Valószínű, hogy az ismeretlen sorsú öt rab is a hullámsírban végezte, bár többek szerint az 1962-ben szökő három fegyenc kijuthatott a partra.

#### Az 1962-es hármas szökés[24]
A kísérlet értelmi szerzője Frank Lee Morris volt, aki már fiatal korától visszaeső bűnözőként töltötte idejét különféle javítóintézetekben és börtönökben. Intelligensnek és találékonynak tartották, de hírhedtté szökési kísérletei tették. Az Alcatrazba egy 1960-as szökése után került. Összeállt a cellák lakóival, a John és Clarence Anglin testvérpárral és Allen Westtel — mindhármukat ismerte más börtönökből. Éjszakánként beszélgettek és terveztek.
Hónapokig bővítették a celláik mosdókagylója mögötti szellőzőjáratokat. A sórágta betonban fémkanalakkal, egy porszívómotorból készített fúróval és fűrészlapokkal vájták ki a lyukakat, amikor a börtön úgynevezett zenés időszakában, amikor Morris harmonikázással fedte el a többiek által okozott zajokat. A lyukakon egy elhagyatott szervizfolyosóra jutottak. Onnan felmásztak a cellablokk üres felső szintjére, ahol titkos műhelyt rendeztek be. Itt eszkábáltak össze ellopott esőkabátokból egy gumitutajt és több mentőmellényt. A cellafalakba vágott nyílásokat börtönkönyvtári magazinokból készített festett papírmasé ráccsal álcázták.
A gumit a börtön gőzvezetékeinél olvasztották össze, a fújtatáshoz egy harmonikát alakítottak át. Lapátokat rétegelt lemezből faragtak. Hogy távollétüket ne vegyék észre az éjszakai ellenőrzéseken, vécépapírból, szappanból, fogkrémből és papírmaséból  műfejeket gyúrtak. Az anyagot lopott festékkel tették bőrszínűvé és a börtön fodrászatán összeszedett valódi hajjal borították. A műfejeket a párnájukra tették, a takarók alá pedig ruhákkal és törölközőkkel formált testeket raktak, hogy úgy tűnjön, alszanak.
Feltérképezték az útvonalat. A belső vízcsöveken feljutottak egy szellőzőaknához, aminek tetejét a rácsot szappanból készített hamis csavarral rögzítették vissza. 1962. június 11-én estére mindent előkészítettek, és ekkor kiderült, hogy a harmonikás Allen West nem fér ki a cellájából, lemarad a szökésről. Morris és a két Anglin felmászott a tetőre, a reflektorok és az őrtorony árnyékában átfutott rajta, leereszkedett egy ereszcsatornán, átvágott a börtönudvaron, átvergődött két, egyenként 3,7 méter magas szögesdrót kerítésen, és eljutott a sziget északkeleti partjára. Ott felfújták tutajukat, és elindultak a sötét, jeges vízen. Az őrök csak másnap reggel fedezték fel a hamis bábukat az ágyban.
Jolene Babyak apja, az ideiglenes börtönparancsnok még a börtönőrök lakásait átvizsgáltatta. Többszáz rendőr kutatta át a környéket. Június 14-én a parti őrség megtalálta tutaj egyik evezőjét. Ugyanezen a napon a vízben rábukkantak az Anglin testvérek személyes tárgyainak gumival lezárt csomagjára, egy héttel később a tutaj maradványait sodorta partra a víz a Golden Gate hídhoz közel, másnap találtak egy házilag készített mentőmellényt. A három szökevény azonban soha nem került elő.
A hatóságok elismerték, hogy a rabok kijutottak a börtönből, de az börtönparancsnok Richard Willard szerint valószínűleg belefulladtak az öböl jeges, gyors sodrású vizébe.
A szökevények sorsa azóta is rejtély. 1979-ben hivatalosan halottnak nyilvánították őket, és az FBI lezárta ügyüket, de továbbra is találgatják, hogy mi lett a sorsuk. Érdekesség, hogy ebben az évben mutatták be Clint Eastwood főszereplésével Frank Morrisék történetét feldolgozó Szökés Alcatrazból című filmet. Azóta több alkalommal érkeztek bejelentések feltételezett észlelésekről és üzenetekről.
2018-ban a San Franciscó-i rendőrség nyilvánosságra hozott egy 2013-ban kapott levelet, amelynek feladója azt állította, hogy ő John Anglin. „1962 júniusában megszöktünk Alcatrazból. Igen, mindannyian túléltük, de éppen csak!” A levél szerint Frank Morris 2005-ben halt meg, Clarence Anglin pedig 2008-ban. A rákbeteg szerző felajánlotta, hogy megfelelő gyógykezelésért cserébe feladja magát. Az FBI kivizsgálta a levelet, de nem erősíteni meg hitelességét, és nem válaszolt írójának.

### Statisztika
8 embert gyilkoltak meg társai, 5 öngyilkosságot követett el, 15 pedig természetes okból hunyt el Alcatraz falain belül. Így összesen 28 rab nem hagyta el élve a szigetet, kivégzéseket itt nem hajtottak végre. A halálraítélteket a San Quentin állami börtönbe szállították, ahol gázkamrában hajtották végre az ítéletet.
Összesen 1 576 nyilvántartási számot osztottak ki, de mivel körülbelül harminc elítélt visszatértekor más számot kapott, így a hivatalos 29 év alatt körülbelül 1 545 rab vonult be Alcatrazba, a legtöbb rab egy időben 302, legkevesebb 222 volt. Az egy rabra eső átlagosan letöltött idő nyolc év volt.
Az intézmény bezárását Robert F. Kennedy főügyész rendelte el 1963-ban, amelyet a magas fenntartási és üzemeltetési költségekkel indokolt. (Alcatrazban 10 dollár volt egy elítélt napi költsége, míg Atlantában 3 dollár) A döntésében szerepet játszott az is, hogy a létesítmény elavult, a várható felújítási költségek helyett jobban megérte egy újabb börtönt felépíteni.1963. március 23-án hagyták el az utolsó rabok a szigetet. Helyét az Illinois állambeli Marionban újonnan épített maximális biztonságú börtön vette át.

## Indián okkupáció

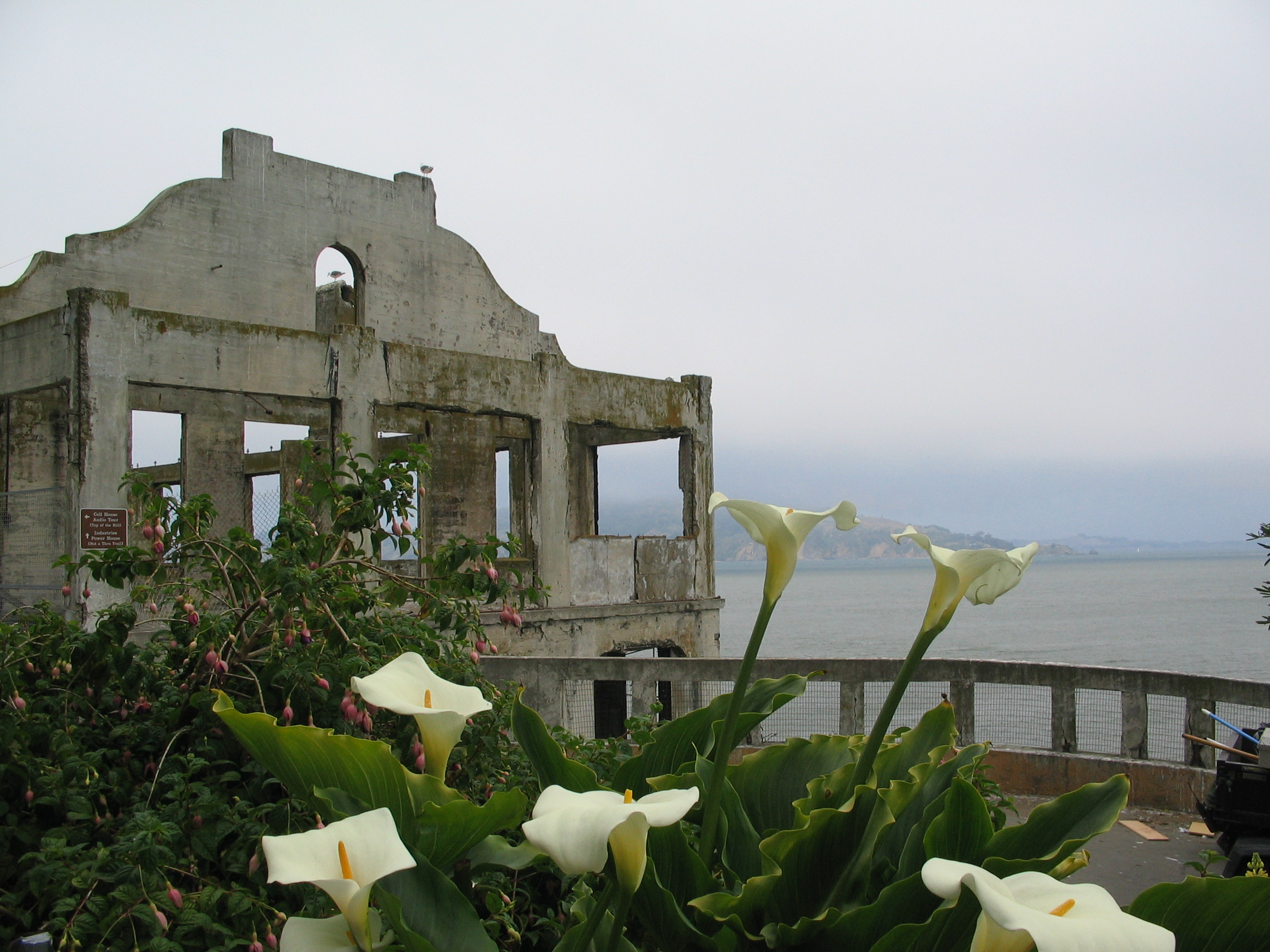
Az egyik leégett épület

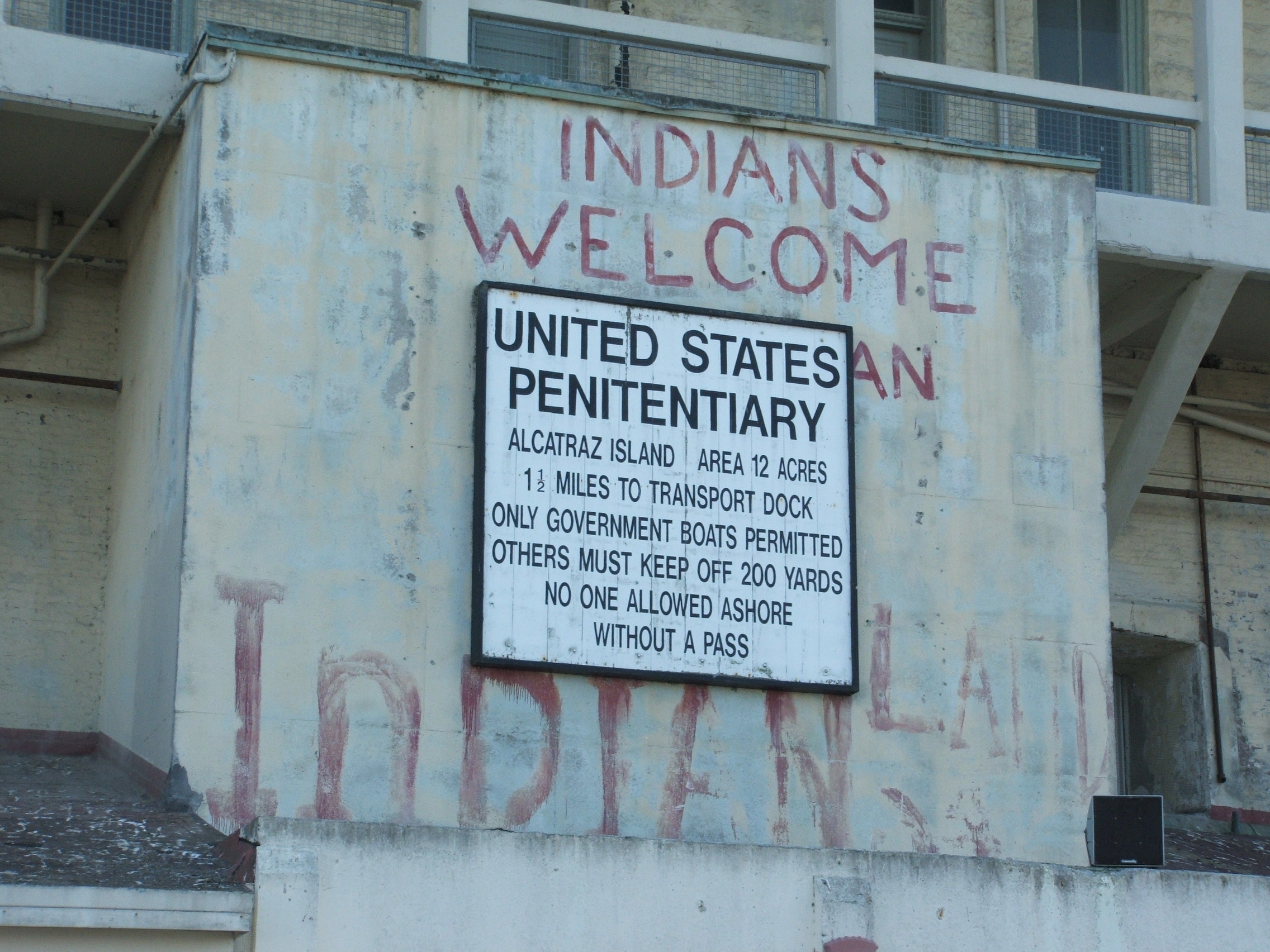
Graffiti

A bezárás után évekig üresen állt, és számos elképzelés született lehetséges hasznosításáról: ENSZ emlékművet, nyugati parti Szabadság-szobrot, bevásárlóközpontot és hotelt is terveztek a szigetre.
1969. november 9-én, kihasználva az 1868-as Fort Laramie egyezmény által szavatolt jogaikat, az elhagyott területek tulajdonba vételére különböző törzsekből származó indiánok szimbolikusan partra szálltak a szigeten. 1964. március 9-én már volt egy ehhez hasonló akció, de akkor mindössze 4 óráig volt a szigeten 5 sziú indián Richard McKenzie vezetésével. De mégis jelentős, hisz az 1969-es követelések innen indultak: egy indián egyetemet és kulturális központot kívántak létrehozni.
A novemberi szigetfoglalók vezetője Richard Oakes volt. Miután látták, hogy nem ütköztek akadályba, visszatértek a szárazföldre és a Kaliforniai Egyetemen toborzóakcióba kezdtek. November 20-án tértek vissza körülbelül 80 egyetemista és 100 indián társaságában.
Hamar berendezkedtek, megválasztottak egy vezető tanácsot és mindenkinek volt kiosztott munkája.
Az első napokban a kormányzat felszólította őket a távozásra, barikádot vont a sziget köré és tárgyalásokat kezdeményezett. A két fél álláspontja merőben különbözött: az indiánok a sziget átadását, egyetem, kulturális-ökológiai kutatócentrum és múzeum felépítését akarták elérni, a kormányzat ezzel szemben a sziget kiürítését sürgette.
A közvélemény erősen rokonszenvezett az akcióval, így egy idő után a központi hatalom a kivárás taktikáját választotta.
Az 1970-es év elejére már kezdett megbomlani az indián közösség, többen Oakes ellen fordultak, számos diák visszatért az iskolába. Helyüket városi indiánok, hippik és drogosok vették át. Oakes mostohalánya január 5-i halála után hagyta el a szigetet. A szigeten maradtak két pártra oszlottak.
Gyorsan megindult a züllés, az alkohol- és drogfogyasztás ijesztő méreteket öltött. Ehhez pénzt vashulladékok gyűjtéséből, így például elektromos vezeték eladásából próbáltak szerezni. Az áramszolgáltató emiatt lekapcsolta az áramot, ráadásul a vízszállító bárkát is leállították. A harmadik víz nélküli napon tűz ütött ki a szigeten, a lángok martalékává vált az igazgatói rezidencia, a tiszti klub és a toronyőr háza, a világítótorony pedig súlyos károkat szenvedett.
A feszültség tetőfokára hágott a hatóságok és az indiánok közt, míg az előbbiek az őslakókat, az utóbbiak a kormány által megbízott szabotőröket okolta a tűzvész miatt. A sajtó és a közvélemény az aktivisták ellen fordult, így 1971. június 11-én 20 szövetségi marshall az FBI és a partiőrség embereivel karöltve már ki tudta őket toloncolni.
A 18 hónapnyi időszak mementójaként ma is láthatóak a kiégett épületek és számos graffiti. A kitelepítés után az aktivisták lakóhelyeit megsemmisítették.
Habár az eredeti célokat nem sikerült elérni, mégis mérföldkőként tartják számon az amerikai indiánok jogaiért folytatott küzdelemben, hisz felhívta a nagyközönség figyelmét az őslakosok gondjaira. Minden évben kétszer az egyesült törzsek megemlékezést tartanak a szigetfoglalás emlékére.

## Nemzeti park
1972-ben létrehozták a 75 000 hektáros „Golden Gate National Recreation Area”-t, aminek Alcatraz is része lett különleges természeti és történelmi értékeire való tekintettel. A nagyközönség számára 1973 októberében nyitották meg a szigetet, első évében 50 000 látogatót fogadott. Mára az évenkénti forgalom eléri az 1,3 millió főt.
A korábbi börtönépületeken állagmegóvás folyik, földrengésbiztossá tették őket és az ismert veszélyforrásokat kiiktatták.
A vadvilág, így a tengeri madarak is újult erővel népesítik be a szigetet. Tojásaikat az év 8 hónapjában önkéntesek figyelik, számlálják. A sziget egyes részeit szeptembertől februárig lezárják a látogatók elől, hogy a költési időszak zavartalan lehessen.
A kertek művelését, az épületek karbantartását és a látogatók körbevezetését szintén önkéntesek végzik, akik az Alcatraz VIPs nevű közösségbe tömörülnek.
A világítótorony és a ködkürtök ma is üzemelnek, biztonságosabbá téve az öböl közlekedését.

## A kultúrában

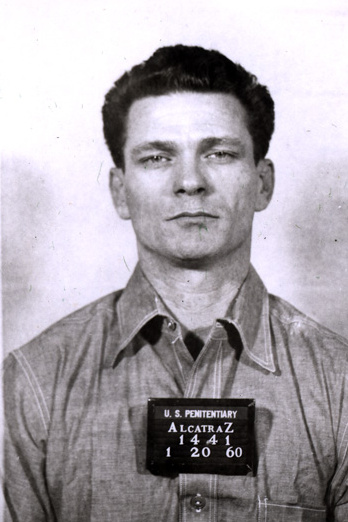
Frank Morris, akinek történetét a Szökés Alcatrazból című filmben dolgozták fel

### Filmen
A sziget háttérként számtalan film kockáin megjelent, de szép számmal forgattak itt jeleneteket is különböző filmekhez. Több film szól magáról a börtönről vagy annak egy lakójáról.
- 1962-es Az alcatrazi ember (Birdman of Alcatraz) című filmben Burt Lancaster játssza Robert Stroudot.[31]
- Az 1979-ben bemutatott Szökés az Alcatrazból (Escape from Alcatraz) című filmben a Frank Morrist játszó Clint Eastwood próbál kiszabadulni a börtönből.[32]
- A Piszkos Harry-sorozat harmadik részében terroristák a szigeten tartják fogva San Francisco polgármesterét.[33]
- A Christian Slater, Kevin Bacon és Gary Oldman nevével fémjelzett Az őrület fészke (Murder in the First) című 1995-ös film alapját egy igaz történet adta, amelyben az 1930-as években egy bűnöző próbál megszökni a szigetről.[34]
- Az 1987-ben bemutatott Az Alcatraz foglyai (Six Against the Rock) című tévéfilmben a David Carradine vezette foglyok terveznek szökést.[35]
- A szikla (The Rock) című 1996-os akciófilm története szerint Hummel tábornok (Ed Harris) kommandósaival elfoglalja Alcatrazt, túszul ejti a turistákat és vegyi támadással fenyegetőzik. John Masonnek (Sean Connery) és Stanley Goodspeednek (Nicolas Cage) kell megállítania őket.[36]
- Az X-Men: Az ellenállás vége (X-Men: The Last Stand) című filmben a szigeten működik a mutáns gének ellenszerét gyártó titkos laboratórium.[37]
- Az 1993-as Elbaltázott nászéjszaka (So I Married an Axe Murderer) című Mike Myers-filmben Charlie és barátja tesz egy túrát a szigeten.[38]
- A Charlie – Minden kutya a mennybe jut 2 (All Dogs Go to Heaven 2) című animációs filmben a főgonosz a szigeten rendezi be támaszpontját.[39]
- Az Éli könyve (2010) című filmben Éli az Alcatrazba megy – ami könyvtárként és nyomdaként üzemel –, hogy lediktálja a Bibliát.

### Videójátékokban
- A Tony Hawk's Pro Skater 4 gördeszkás játékban számos Alcatrazi helyszínt láthatunk, de átalakítva a játék céljaira.
- A Hulkban két fejezeten (öt szinten) keresztül Hulk itt próbálja megtalálni a gammakatonákat a börtön alagsorában.
- A Shadow Hearts: From The New Worldben egy kis csapat feladata Al Capone kiszabadítása.
- Command & Conquer: Yuri's Revenge című játékban a játékos első feladata a szigeten elrejtett tömegpusztító fegyverek elpusztítása.
- Tom Clancy's Rainbow Six 3: Raven Shieldben túszokat kell kimenteni a szigetről.
- BattleTanx: Global Assault című játékban a végső csata helyszínéül választották Alcatrazt.
- A Call of Duty: Black Ops II című videójáték második DLC-jében a "Mob of The Dead" nevű zombi játékmód béli pálya az Alcatraz-sziget börtönében játszódik.

### A zenében
A sziget és a börtön hangulata sok dalszövegírót megragadott, ők általában melankolikus balladákat vagy dühös dalokat írtak róla.
Így született Dave Douglas, Ron van den Beuken, a Nazareth, a Kubb, a La Puta Madre és a Facçăo Central Alcatraz vagy a Pig Destroyer Alcatraz metamorphs című műve.